# Krotoszyn Stary (gromada)
Krotoszyn Stary – dawna gromada, czyli najmniejsza jednostka podziału terytorialnego Polskiej Rzeczypospolitej Ludowej w latach 1954–1972.
Gromady, z gromadzkimi radami narodowymi (GRN) jako organami władzy najniższego stopnia na wsi, funkcjonowały od reformy reorganizującej administrację wiejską przeprowadzonej jesienią 1954 do momentu ich zniesienia z dniem 1 stycznia 1973, tym samym wypierając organizację gminną w latach 1954–1972.
Gromadę Krotoszyn Stary z siedzibą GRN w Krotoszynie Starym (obecnie w granicach Krotoszyna; współczesna pisownia Stary Krotoszyn) utworzono – jako jedną z 8759 gromad na obszarze Polski – w powiecie krotoszyńskim w woj. poznańskim, na mocy uchwały nr 27/54 WRN w Poznaniu z dnia 5 października 1954. W skład jednostki weszły obszary dotychczasowych gromad Bożacin, Krotoszyn Stary i Nowy Folwark oraz miejscowości Osusz i Salnia z dotychczasowej gromady Osusz ze zniesionej gminy Krotoszyn w tymże powiecie. Dla gromady ustalono 13 członków gromadzkiej rady narodowej.
Gromadę zniesiono 1 stycznia 1960, a jej obszar włączono do nowo utworzonej gromady Krotoszyn-Północ w tymże powiecie.